# Festival de cinéma LGBT+ en France
Les festivals de cinéma LGBT+ en France sont des événements culturels cinématographique dédiés à la promotion et à la célébration des films abordant les thématiques lesbiennes, gays, bisexuelles, transgenres et plus généralement queer. Ces manifestations jouent un rôle essentiel dans la visibilité des identités et des expériences LGBT+, offrant une plus grande visibilité pour des œuvres cinématographiques souvent marginalisées par les circuits de distribution traditionnels. Ils contribuent également au dialogue social, à la lutte contre les discriminations et à la construction d'une mémoire collective pour ces communautés.

## Historique et émergence
L'émergence des festivals de cinéma LGBT+ en France s'inscrit dans un mouvement plus large de revendication des droits et de reconnaissance culturelle des personnes LGBT+ à partir des années 1980 et 1990. Ces festivals sont nés de la volonté de créer des espaces de diffusion pour des films qui peinaient à trouver leur public, et de proposer des récits qui reflètent la diversité des vécus LGBT+. Ils ont souvent été initiés par des associations militantes ou des collectifs culturels, cherchant à la fois à divertir, à informer et à éduquer.

## Principaux festivals
Plusieurs festivals se sont imposés comme des rendez-vous incontournables sur le territoire français :
- Chéries-Chéris (Paris) : Créé en 1994 sous le nom de « Festival du film gay et lesbien de Paris », il est aujourd'hui l'un des plus importants et des plus anciens festivals LGBT+ en Europe. Il propose chaque année une sélection internationale de longs et courts métrages, fictions et documentaires, et attire un large public. Son programme inclut des compétitions, des rétrospectives et des événements spéciaux[2],[3].
- Face à face (Saint-Étienne) : Fondé en 2005, ce festival s'est distingué par son approche engagée et sa programmation audacieuse. Il met en lumière des films qui interrogent les normes de genre et de sexualité, et favorise les rencontres et les débats avec les équipes des films et des experts[4],[5].
- Des images aux mots (Toulouse) : Ce festival, créé en 2005, se situe dans le sud-ouest de la France. Il propose une programmation riche et variée, visant à sensibiliser le public aux réalités LGBT+ et à promouvoir la diversité culturelle[6],[7].
- In&Out (Nice) : Lancé en 2009, In&Out se concentre sur le cinéma LGBT+ méditerranéen et international, offrant un nouveau point de vue sur les enjeux liés aux identités de genre et aux sexualités dans différentes cultures[8].
- Écrans mixtes (Lyon) : Créé en 2011, ce festival propose des séances dans divers lieux de la métropole de Lyon. Son programme inclut des documentaires, des avant-premières et des rétrospectives[9].

D'autres festivals existent également dans diverses villes et villages français.

## Liste des festivals de cinéma LGBT+ en France
| Nom du festival                                            | Ville                      | Date de création |
| ---------------------------------------------------------- | -------------------------- | ---------------- |
| Cinémarges                                                 | Bordeaux                   | 2000             |
| Cinépride                                                  | Nantes                     | 2003             |
| Des images aux mots                                        | Toulouse                   | 2007             |
| Écrans mixtes                                              | Lyon                       | 2011             |
| FACE à FACE                                                | Saint-Étienne              | 2005             |
| Festival de Films Gays, Lesbiens, Bi, Trans & +++ de Paris | Paris                      | 1994             |
| Festival Désir... Désirs                                   | Tours                      | 1993             |
| Festival Reflets                                           | Marseille                  | 2002             |
| Festival D'un bord à l'autre                               | Orléans                    | 2010             |
| In&Out                                                     | Nice                       | 2009             |
| Les Bisqueers Roses                                        | Reims                      | 2001             |
| Les Mains Gauches - Queer Feminist Short Movies            | Marseille                  | septembre 2020   |
| Vues d'en face                                             | Grenoble                   | 2001             |
| ZeFestival                                                 | Provence-Alpes-Côte d'Azur | 2008             |

## Thématiques et impact
Les films présentés dans ces festivals explorent de nombreuses thématiques : coming out, relations amoureuses et familiales, VIH/sida, transidentité, homoparentalité, discriminations, histoire LGBT+, et les intersections avec d'autres identités (ethniques, sociales, etc.). Au-delà de la simple séance de cinéma, ces festivals sont aussi des lieux de débat, de réflexion et de rencontre permettant de :
- Visibiliser des récits et des personnages souvent absents des écrans grand public.
- Soutenir les cinéastes indépendants et les productions engagées.
- Éduquer le public sur les réalités et les défis des communautés LGBT+.
- Renforcer les liens  des communautés LGBT+ et avec le grand public.
- Contribuer à l'évolution des mentalités, des mœurs et à la reconnaissance des droits.

## Évolution et perspectives
Avec l'évolution des droits LGBT+ et une meilleure acceptation sociale dans certaines parties de la France, ces festivals ont également évolué. Ils continuent de se réinventer, d'explorer de nouvelles formes narratives et de s'adapter, comme la représentation de la diversité au sein même des communautés LGBT+ (personnes racisées, handicapées, etc.) et l'impact des nouvelles technologies de diffusion(court métrage sur les réseaux sociaux).